# Monobazos
Monobaz o Monobazos (Monobazus, Μονόβαζος) fou rei d'Adiabene.
Era rei l'any 62 quan Tigranes V d'Armènia va envair els seus dominis. Monobazos va demanar ajut al rei Vologès I de Pàrtia (51-77), i llavors forces d'Adiabene i dels parts van envair Armènia i van atacar Tigranocerta. Tiridates, germà de Vologès I fou establert com a rei.
Després Monobaz va acompanyar a Vologès I a Randea on va negociar amb Corbuló la treva entre Pàrtia i Roma. Algun dels fills del rei Monobaz van formar part del seguici del rei Tiridates I en la seva visita a Neró a Roma l'any 66.